# Sara Aleixo
Sara Patrícia Moura Aleixo (Funchal, 3 de septiembre de 1978) es una actriz portuguesa, y bailarina profesional. Ha trabajado como modelo desde 1997, habiendo hecho editoriales, desfiles de moda y catálogos de las más variadas y prestigiosas marcas y creadores.

## Obra

### En televisión
- 2019 - Golpe de Sorte [SIC]
- 2018 - Paixão - Tina  [SIC]
- 2008 - Rebelde Way - Alice Camargo
- 2007 - Chiquititas - Lena
- 2007 - Floribella - Marisa
- 2007 - Inspector Max - Cláudia Sines
- 2006 - Circo das Celebridades
- 2005 – Mistura Fina - Fatinha Benfeito
- 2004 – Maré Alta - Passageira

### En publicidad
Spots televisivos y campañas publicitarias para JB, TMN, Corte Inglés, Worten, Clix, Actimel, Crédito Agrícola, etc.

### Como bailarina
- Revista Cheira a Revista, dirigida por Octávio Matos, tournée.
- Spot televisivo Galp – Caravana Positiva
- Participó en la producción del programa Selecção Nacional
- Separadores del programa Ri-te, ri-te
- 1999/2001 – Bailó en las presentaciones del cantante João de Portugal
- Espectáculos: Moda Cascais, varios lanzamientos de automóviles, Fil automóvel,
- Aniversario de Mafalda da Mandala, Festa da Flash, Euro 2004, Anuncio da Galp Energia

## Habilitaciones literarias
Frecuencia de 12º año.